# Overbeckia jambiensis
Overbeckia jambiensis (лат.) — вид мелких по размеру муравьёв из подсемейства формицины (Formicinae). Суматра (Джамби, Индонезия).

## Описание
Мелкие (4—5 мм) муравьи. Голова, грудь и скапус блестящего металлического цвета и чёрные, за исключением вершины скапуса, где он светло-коричневый; петиоль, брюшко, вершинные части бёдер и голеней коричневые; лапки, вершина жгутика и щупики коричневые; бёдра бледно-жёлтые возле суставов; вертлуги, средние и задние тазики бледно-жёлтые. Рабочие Overbeckia jambiensis — самые волосатые из видов Overbeckia, с многочисленными заметными торчащими волосками на тыльной стороне петиоля, груди, а также на дорсальной и вентральной сторонах головы, брюшка и скапуса; покровы головы без пунктировки и с тонкими линиями; кутикула покрыта редкими, короткими, прижатыми волосками, менее многочисленными, но более длинными, чем у других видов, и присутствующими по всей голове, кроме области между глазами и вокруг килей; покровы более тёмные и блестящие; лобные кили меньше сближаются друг с другом спереди, чем у
Overbeckia subclavata, но кривизна равномерно выпуклая по сравнению с кривизной других видов при виде спереди. Линеация присутствует на всех боковых сторонах мезосомы, включая верхнюю часть лобных тазиков и области над заднегрудным дыхальцем.  Усики 12-члениковые усики, без отчётливой булавы, но с постепенно расширенными к вершине члениками жгутиков, с дистальным жгутиком примерно в 2 раза шире базального; скапус изогнут и расширен к вершине. Усиковое гнездо относительно ближе к заднему краю наличника, чем у других Camponotini. Формула щупиков полная — 6:4.

## Распространение
Встречается на острове Суматра (Индонезия). Типовая серия была собрана в низинном дождевом лесу национального парка Bukit Duabelas National Park из провинции Джамби.

## Систематика
Вид был впервые описан в 2022 году (вместе с Overbeckia papuana) и включён в состав рода Overbeckia, который ранее считался монотипическим, так как включал только один вид Overbeckia subclavata Viehmeyer, 1916.
Некоторые авторы ранее считали, что возможно, родовой таксон Overbeckia может быть синонимом рода Camponotus.